# Grace Berger
Grace Elizabeth Berger (Louisville, 3 giugno 1999) è una cestista statunitense, professionista nella WNBA.

## Carriera
È stata selezionata dalle Indiana Fever al primo giro del Draft WNBA 2023 (7ª scelta assoluta).
Con gli Stati Uniti ha disputato i Campionati americani del 2021.